# Ausztria a 2012. évi nyári olimpiai játékokon
Ausztria a nagy-britanniai Londonban megrendezett 2012. évi nyári olimpiai játékok egyik részt vevő nemzete volt. Az országot az olimpián 19 sportágban 70 sportoló képviselte, akik érmet nem szereztek.

## Asztalitenisz
Férfi
| Versenyző                                  | Versenyszám | Selejtező         | 64-es főtábla     | 48-as főtábla                                                | 32-es főtábla                                   | Nyolcaddöntő                                                          | Negyeddöntő                                                               | Elődöntő          | Döntő             | Helyezés |
| Versenyző                                  | Versenyszám | Ellenfél Eredmény | Ellenfél Eredmény | Ellenfél Eredmény                                            | Ellenfél Eredmény                               | Ellenfél Eredmény                                                     | Ellenfél Eredmény                                                         | Ellenfél Eredmény | Ellenfél Eredmény | Helyezés |
| ------------------------------------------ | ----------- | ----------------- | ----------------- | ------------------------------------------------------------ | ----------------------------------------------- | --------------------------------------------------------------------- | ------------------------------------------------------------------------- | ----------------- | ----------------- | -------- |
| Weixing Chen                               | Egyes       | erőnyerő          | erőnyerő          | Olekszandr Gyiduh (UKR) · 11–7, 11–5, 11–6, 11–7             | Adrien Mattenet (FRA) · 11–3, 16–14, 11–6, 11–9 | Dimitrij Ovtcharov (GER) · 8–11, 14–16, 8–11, 5–11                    | kiesett                                                                   | kiesett           | kiesett           | 9.       |
| Werner Schlager                            | Egyes       | erőnyerő          | erőnyerő          | Mihai Bobocica (ITA) · 10–12, 11–9, 5–11, 11–8, 14–12, 12–10 | Vang Hao (CHN) · 3–11, 11–8, 9–11, 8–11, 9–11   | kiesett                                                               | kiesett                                                                   | kiesett           | kiesett           | 17.      |
| Weixing Chen Gárdos Róbert Werner Schlager | Csapat      |                   |                   |                                                              |                                                 | Egyiptom (EGY) · El-Sayed Lashin · Ahmed Ali Saleh · Omar Assar · 3–0 | Németország (GER) · Timo Boll · Dimitrij Ovtcharov · Bastian Steger · 0–3 | kiesett           | kiesett           | 5.       |

Női
| Versenyző                         | Versenyszám | Selejtező         | 64-es főtábla     | 48-as főtábla                                                       | 32-es főtábla                                                 | Nyolcaddöntő                                                   | Negyeddöntő       | Elődöntő          | Döntő             | Helyezés |
| Versenyző                         | Versenyszám | Ellenfél Eredmény | Ellenfél Eredmény | Ellenfél Eredmény                                                   | Ellenfél Eredmény                                             | Ellenfél Eredmény                                              | Ellenfél Eredmény | Ellenfél Eredmény | Ellenfél Eredmény | Helyezés |
| --------------------------------- | ----------- | ----------------- | ----------------- | ------------------------------------------------------------------- | ------------------------------------------------------------- | -------------------------------------------------------------- | ----------------- | ----------------- | ----------------- | -------- |
| Jia Liu                           | Egyes       | erőnyerő          | erőnyerő          | Aljakszandra Privalava (BLR) · 5–11, 11–4, 11–8, 12–10, 10–12, 11–4 | Kim Gjonga (KOR) · 8–11, 11–6, 4–11, 5–11, 9–11               | kiesett                                                        | kiesett           | kiesett           | kiesett           | 17.      |
| Qiangbing Li                      | Egyes       | erőnyerő          | erőnyerő          | Mo Zhang (CAN) · 11–9, 9–11, 11–2, 11–9, 11–9                       | Isikava Kaszumi (JPN) · 13–11, 12–10, 7–11, 10–12, 8–11, 5–11 | kiesett                                                        | kiesett           | kiesett           | kiesett           | 17.      |
| Jia Liu Qiangbing Li Amelie Solja | Csapat      |                   |                   |                                                                     |                                                               | Hongkong (HKG) · Tie Ya Na · Jiang Huajun · Lee Ho Ching · 1–3 | kiesett           | kiesett           | kiesett           | 9.       |

## Atlétika
Férfi
| Versenyző          | Versenyszám | Előfutam | Előfutam | Előfutam | Elődöntő | Elődöntő | Elődöntő | Döntő         | Döntő         |
| Versenyző          | Versenyszám | Idő      | Hely.    | Össz.    | Idő      | Hely.    | Össz.    | Idő           | Helyezés      |
| ------------------ | ----------- | -------- | -------- | -------- | -------- | -------- | -------- | ------------- | ------------- |
| Andreas Vojta      | 1500 m      | 3:43,52  | 12.      | 36.      | kiesett  | kiesett  | kiesett  | kiesett       | kiesett       |
| Günther Weidlinger | Maraton     |          |          |          |          |          |          | nem ért célba | nem ért célba |

| Versenyző     | Versenyszám   | Selejtező | Selejtező | Döntő    | Döntő    |
| Versenyző     | Versenyszám   | Eredmény  | Helyezés  | Eredmény | Helyezés |
| ------------- | ------------- | --------- | --------- | -------- | -------- |
| Gerhard Mayer | Diszkoszvetés | 60,81 m   | 24.       | kiesett  | kiesett  |

Női
| Versenyző     | Versenyszám | Előfutam | Előfutam | Előfutam | Elődöntő | Elődöntő | Elődöntő | Döntő   | Döntő    |
| Versenyző     | Versenyszám | Idő      | Hely.    | Össz.    | Idő      | Hely.    | Össz.    | Idő     | Helyezés |
| ------------- | ----------- | -------- | -------- | -------- | -------- | -------- | -------- | ------- | -------- |
| Andrea Mayr   | Maraton     |          |          |          |          |          |          | 2:34:51 | 54.      |
| Beate Schrott | 100 m gát   | 13,09    | 1.       | 20.      | 12,83    | 2.       | 11.*     | 13,07   | 8.       |

| Versenyző       | Versenyszám   | Selejtező | Selejtező | Döntő    | Döntő    |
| Versenyző       | Versenyszám   | Eredmény  | Helyezés  | Eredmény | Helyezés |
| --------------- | ------------- | --------- | --------- | -------- | -------- |
| Elisabeth Eberl | Gerelyhajítás | 49,66 m   | 37.       | kiesett  | kiesett  |

| Versenyző   | Versenyszám | 100 m gát | 100 m gát | Magasugrás | Magasugrás | Súlylökés | Súlylökés | 200 m | 200 m | Távolugrás | Távolugrás | Gerelyhajítás | Gerelyhajítás | 800 m   | 800 m | Végeredmény | Végeredmény |
| Versenyző   | Versenyszám | Idő       | Pont      | Eredmény   | Pont       | Eredmény  | Pont      | Idő   | Pont  | Eredmény   | Pont       | Eredmény      | Pont          | Idő     | Pont  | Pont        | Helyezés    |
| ----------- | ----------- | --------- | --------- | ---------- | ---------- | --------- | --------- | ----- | ----- | ---------- | ---------- | ------------- | ------------- | ------- | ----- | ----------- | ----------- |
| Ivona Dadic | Hétpróba    | 14,58     | 898       | 180 cm     | 978        | 12,19 m   | 674       | 24,29 | 953   | 600 cm     | 850        | 41,82 m       | 702           | 2:15,90 | 880   | 5935        | 25.         |

* - egy másik versenyzővel azonos eredményt ért el

## Birkózás

### Férfi
Kötöttfogású
| Versenyző        | Versenyszám | Selejtező                 | Nyolcaddöntő                       | Negyeddöntő       | Elődöntő          | Vigaszág első kör | Vigaszág elődöntő | Bronz- mérkőzés   | Döntő             | Helyezés |
| Versenyző        | Versenyszám | Ellenfél Eredmény         | Ellenfél Eredmény                  | Ellenfél Eredmény | Ellenfél Eredmény | Ellenfél Eredmény | Ellenfél Eredmény | Ellenfél Eredmény | Ellenfél Eredmény | Helyezés |
| ---------------- | ----------- | ------------------------- | ---------------------------------- | ----------------- | ----------------- | ----------------- | ----------------- | ----------------- | ----------------- | -------- |
| Amer Hrustanovic | 84 kg       | I Szejol (KOR) · 3–0, 1–0 | Damian Janikowski (POL) · 0–2, 0–3 | kiesett           | kiesett           |                   |                   |                   |                   | 10.      |

## Cselgáncs
Férfi
| Versenyző       | Versenyszám | Selejtező                           | 32-es főtábla                        | Nyolcaddöntő      | Negyeddöntő       | Elődöntő          | Vigaszág elődöntő | Bronz- mérkőzés   | Döntő             | Helyezés |
| Versenyző       | Versenyszám | Ellenfél Eredmény                   | Ellenfél Eredmény                    | Ellenfél Eredmény | Ellenfél Eredmény | Ellenfél Eredmény | Ellenfél Eredmény | Ellenfél Eredmény | Ellenfél Eredmény | Helyezés |
| --------------- | ----------- | ----------------------------------- | ------------------------------------ | ----------------- | ----------------- | ----------------- | ----------------- | ----------------- | ----------------- | -------- |
| Ludwig Paischer | Légsúly     | Jacob Gnahoui (BEN) · 100(0)–000(0) | Rishod Sobirov (UZB) · 021(0)–000(0) | kiesett           | kiesett           | kiesett           |                   |                   |                   | 17.      |

Női
| Versenyző         | Versenyszám | Selejtező                              | Nyolcaddöntő                            | Negyeddöntő                             | Elődöntő          | Vigaszág elődöntő                        | Bronz- mérkőzés   | Döntő             | Helyezés |
| Versenyző         | Versenyszám | Ellenfél Eredmény                      | Ellenfél Eredmény                       | Ellenfél Eredmény                       | Ellenfél Eredmény | Ellenfél Eredmény                        | Ellenfél Eredmény | Ellenfél Eredmény | Helyezés |
| ----------------- | ----------- | -------------------------------------- | --------------------------------------- | --------------------------------------- | ----------------- | ---------------------------------------- | ----------------- | ----------------- | -------- |
| Sabrina Filzmoser | Könnyűsúly  | Joliane Melançon (CAN) · 100(0)–010(0) | Hortance Diédhiou (SEN) · 100(1)–000(1) | Automne Pavia (FRA) · 000(2)–003(1)     |                   | Giulia Quintavalle (ITA) · 000(H)–100(0) | kiesett           |                   | 7.       |
| Hilde Drexler     | Váltósúly   |                                        | Rizlen Zouak (MAR) · 001(1)–000(0)      | Alice Schlesinger (ISR) · 000(2)–001(0) | kiesett           |                                          |                   |                   | 9.       |

## Kajak-kenu

### Síkvízi
Női
| Versenyző                        | Versenyszám        | Előfutam | Előfutam | Előfutam | Elődöntő | Elődöntő | Elődöntő | Döntő | Döntő    | Döntő    | Helyezés |
| Versenyző                        | Versenyszám        | Idő      | Hely.    | Össz.    | Idő      | Hely.    | Össz.    | Típus | Idő      | Helyezés | Helyezés |
| -------------------------------- | ------------------ | -------- | -------- | -------- | -------- | -------- | -------- | ----- | -------- | -------- | -------- |
| Yvonne Schuring Viktoria Schwarz | Kajak kettes 500 m | 1:46,374 | 4.       | 12.      | 1:42,317 | 2.       | 5.       | A     | 1:44,785 | 5.       | 5.       |

### Szlalom
| Versenyző       | Versenyszám       | Selejtező | Selejtező | Selejtező | Selejtező | Selejtező     | Selejtező     | Elődöntő | Elődöntő | Döntő  | Döntő    |
| Versenyző       | Versenyszám       | 1. futam  | 1. futam  | 2. futam  | 2. futam  | Jobb eredmény | Jobb eredmény | Elődöntő | Elődöntő | Döntő  | Döntő    |
| Versenyző       | Versenyszám       | Pont      | Hely.     | Pont      | Hely.     | Pont          | Hely.         | Pont     | Hely.    | Pont   | Helyezés |
| --------------- | ----------------- | --------- | --------- | --------- | --------- | ------------- | ------------- | -------- | -------- | ------ | -------- |
| Helmut Oblinger | Férfi kajak egyes | 88,81     | 5.        | 92,66     | 14.       | 88,81         | 10.           | 98,99    | 7.       | 104,28 | 8.       |
| Corinna Kuhnle  | Női kajak egyes   | 160,06    | 16.       | 101,77    | 5.        | 101,77        | 7.            | 111,07   | 5.       | 119,30 | 8.       |

## Kerékpározás

### Hegyi-kerékpározás
| Versenyző          | Versenyszám        | Idő             | Helyezés |
| ------------------ | ------------------ | --------------- | -------- |
| Alexander Gehbauer | Férfi terepverseny | 1:31:16 (+2:09) | 9.       |
| Karl Markt         | Férfi terepverseny | 1:33:18 (+4:11) | 20.      |
| Elisabeth Osl      | Női terepverseny   | 1:36:47 (+5:55) | 15.      |

### Országúti kerékpározás
Férfi
| Versenyző      | Versenyszám   | Idő             | Helyezés |
| -------------- | ------------- | --------------- | -------- |
| Bernhard Eisel | Mezőnyverseny | 5:46:37 (+0:40) | 36.      |
| Daniel Schorn  | Mezőnyverseny | 5:46:37 (+0:40) | 81.      |

## Lovaglás
Díjlovaglás
| Versenyző            | Ló       | Versenyszám | 1. kör | 1. kör | 2. kör  | 2. kör  | Döntő     | Döntő   | Végeredmény | Végeredmény |
| Versenyző            | Ló       | Versenyszám | 1. kör | 1. kör | 2. kör  | 2. kör  | Technikai | Művészi | Végeredmény | Végeredmény |
| Versenyző            | Ló       | Versenyszám | Pont   | Hely.  | Pont    | Hely.   | Pont      | Pont    | Pont        | Helyezés    |
| -------------------- | -------- | ----------- | ------ | ------ | ------- | ------- | --------- | ------- | ----------- | ----------- |
| Victoria Max-Theurer | Augustin | Egyéni      | 73,267 | 17.    | 73,619  | 17.     | 76,393    | 81,714  | 79,053      | 13.         |
| Renate Voglsang      | Fabriano | Egyéni      | 69,635 | 36.    | kiesett | kiesett | kiesett   | kiesett | kiesett     | kiesett     |

Lovastusa
| Versenyző     | Ló       | Versenyszám | Díjlovaglás | Díjlovaglás | Tereplovaglás | Tereplovaglás | Tereplovaglás | Díjugratás | Díjugratás  | Díjugratás | Díjugratás | Végeredmény | Végeredmény |
| Versenyző     | Ló       | Versenyszám | Díjlovaglás | Díjlovaglás | Tereplovaglás | Tereplovaglás | Tereplovaglás | Selejtező  | Selejtező   | Selejtező  | Döntő      | Végeredmény | Végeredmény |
| Versenyző     | Ló       | Versenyszám | Bünt.       | Hely.       | Bünt.         | Bünt. össz.   | Hely.         | Bünt.      | Bünt. össz. | Hely.      | Bünt.      | Bünt.       | Helyezés    |
| ------------- | -------- | ----------- | ----------- | ----------- | ------------- | ------------- | ------------- | ---------- | ----------- | ---------- | ---------- | ----------- | ----------- |
| Harald Ambros | O-Feltiz | Egyéni      | 69,50       | 71.         | visszalépett  | visszalépett  | visszalépett  | kiesett    | kiesett     | kiesett    | kiesett    | kiesett     | kiesett     |

## Öttusa
| Versenyző     | Versenyszám | Vívás    | Vívás | Vívás | Úszás   | Úszás | Úszás | Lovaglás | Lovaglás | Lovaglás | Lovaglás | Futás/Lövészet | Futás/Lövészet | Futás/Lövészet | Futás/Lövészet | Összesen    | Összesen |
| Versenyző     | Versenyszám | Eredmény | Pont  | Hely. | Idő     | Pont  | Hely. | Idő      | Hibapont | Pont     | Hely.    | Lövőhiba       | Idő            | Pont           | Hely.          | Összes pont | Helyezés |
| ------------- | ----------- | -------- | ----- | ----- | ------- | ----- | ----- | -------- | -------- | -------- | -------- | -------------- | -------------- | -------------- | -------------- | ----------- | -------- |
| Thomas Daniel | Férfi       | 17–18    | 808   | 13.*  | 2:09,23 | 1252  | 25.   | 73,56    | 20       | 1180     | 5.       | 3              | 10:24,02       | 2504           | 3.             | 5744        | 6.       |

* - hat másik versenyzővel azonos eredményt ért el

## Röplabda

### Strandröplabda

#### Férfi
| Versenyző                       | Csoportkör | Csoportkör | 16 közé jutásért  | Nyolcaddöntő      | Negyeddöntő       | Elődöntő          | Döntő             | Helyezés |
| Versenyző                       | Ellenfél Eredmény | Hely.      | Ellenfél Eredmény | Ellenfél Eredmény | Ellenfél Eredmény | Ellenfél Eredmény | Ellenfél Eredmény | Helyezés |
| ------------------------------- | --- | ---------- | ----------------- | ----------------- | ----------------- | ----------------- | ----------------- | -------- |
| Clemens Doppler Alexander Horst | A csoport · Brazília (BRA) · Alison Cerutti · Emanuel Rego · 21–19, 17–21, 14–16 · Olaszország (ITA) · Daniele Lupo · Paolo Nicolai · 21–18, 21–17 · Svájc (SUI) · Jefferson Bellaguarda · Patrick Heuscher · 22–24, 12–21 | 4.         | kiesett           | kiesett           | kiesett           | kiesett           | kiesett           | 19.      |

#### Női
| Versenyző                          | Csoportkör | Csoportkör | 16 közé jutásért                                                   | Nyolcaddöntő                                                                  | Negyeddöntő                                         | Elődöntő          | Döntő             | Helyezés |
| Versenyző                          | Ellenfél Eredmény | Hely.      | Ellenfél Eredmény                                                  | Ellenfél Eredmény                                                             | Ellenfél Eredmény                                   | Ellenfél Eredmény | Ellenfél Eredmény | Helyezés |
| ---------------------------------- | --- | ---------- | ------------------------------------------------------------------ | ----------------------------------------------------------------------------- | --------------------------------------------------- | ----------------- | ----------------- | -------- |
| Doris Schwaiger Stefanie Schwaiger | C csoport · Csehország (CZE) · Kristýna Kolocová · Markéta Sluková · 21–10, 13–21, 13–15 · Ausztrália (AUS) · Natalie Cook · Tamsin Hinchley · 18–21, 22–20, 15–10 · Egyesült Államok (USA) · Misty May-Treanor · Kerri Walsh Jennings · 21–17, 8–21, 10–15 | 3.         | Nagy-Britannia (GBR) · Zara Dampney · Shauna Mullin · 21–15, 21–12 | Oroszország (RUS) · Anasztaszija Vaszina · Anna Vozakova · 21–17, 16–21, 15–9 | Kína (CHN) · Hszüe Csen · Csang Hszi · 18–21, 11–21 | kiesett           | kiesett           | 5.       |

## Sportlövészet
Férfi
| Versenyző           | Versenyszám           | Selejtező | Selejtező | Döntő   | Döntő    |
| Versenyző           | Versenyszám           | Pont      | Helyezés  | Pont    | Helyezés |
| ------------------- | --------------------- | --------- | --------- | ------- | -------- |
| Thomas Farnik       | Légpuska              | 591       | 28.       | kiesett | kiesett  |
| Thomas Farnik       | Sportpuska, összetett | 1167      | 12.       | kiesett | kiesett  |
| Thomas Farnik       | Sportpuska, fekvő     | 592       | 27.       | kiesett | kiesett  |
| Christian Planer    | Sportpuska, fekvő     | 592       | 23.       | kiesett | kiesett  |
| Andreas Scherhaufer | Trap                  | 119       | 17.       | kiesett | kiesett  |

Női
| Versenyző           | Versenyszám           | Selejtező | Selejtező | Döntő   | Döntő    |
| Versenyző           | Versenyszám           | Pont      | Helyezés  | Pont    | Helyezés |
| ------------------- | --------------------- | --------- | --------- | ------- | -------- |
| Stephanie Obermoser | Légpuska              | 395       | 19.       | kiesett | kiesett  |
| Stephanie Obermoser | Sportpuska, összetett | 573       | 37.       | kiesett | kiesett  |

## Szinkronúszás
| Versenyző                | Versenyszám | Technikai gyakorlat | Technikai gyakorlat | Selejtező        | Selejtező        | Selejtező  | Selejtező  | Döntő            | Döntő            | Döntő      | Döntő      | Helyezés |
| Versenyző                | Versenyszám | Technikai gyakorlat | Technikai gyakorlat | Szabad gyakorlat | Szabad gyakorlat | Összesítés | Összesítés | Szabad gyakorlat | Szabad gyakorlat | Összesítés | Összesítés | Helyezés |
| Versenyző                | Versenyszám | Pont                | Hely.               | Pont             | Hely.            | Pont       | Hely.      | Pont             | Hely.            | Pont       | Hely.      | Helyezés |
| ------------------------ | ----------- | ------------------- | ------------------- | ---------------- | ---------------- | ---------- | ---------- | ---------------- | ---------------- | ---------- | ---------- | -------- |
| Nadine Brandl Livia Lang | Páros       | 82,000              | 19.                 | 81,850           | 20.              | 163,850    | 19.        | kiesett          | kiesett          | kiesett    | kiesett    | 19.      |

## Tenisz
Férfi
| Versenyző                    | Versenyszám | 64-es főtábla                | 32-es főtábla                                                     | Nyolcaddöntő                                                          | Negyeddöntő       | Elődöntő          | Bronz- mérkőzés   | Döntő             | Helyezés |
| Versenyző                    | Versenyszám | Ellenfél Eredmény            | Ellenfél Eredmény                                                 | Ellenfél Eredmény                                                     | Ellenfél Eredmény | Ellenfél Eredmény | Ellenfél Eredmény | Ellenfél Eredmény | Helyezés |
| ---------------------------- | ----------- | ---------------------------- | ----------------------------------------------------------------- | --------------------------------------------------------------------- | ----------------- | ----------------- | ----------------- | ----------------- | -------- |
| Jürgen Melzer                | Egyes       | Marin Čilić (CRO) · 6–7, 2–6 | kiesett                                                           | kiesett                                                               | kiesett           | kiesett           | kiesett           | kiesett           | 33.      |
| Jürgen Melzer Alexander Peya | Páros       |                              | Nagy-Britannia (GBR) · Andy Murray · Jamie Murray · 5–7, 7–6, 7–5 | Spanyolország (ESP) · David Ferrer · Feliciano López · 3–6, 6–3, 9–11 | kiesett           | kiesett           | kiesett           | kiesett           | 9.       |

Női
| Versenyző     | Versenyszám | 64-es főtábla                 | 32-es főtábla     | Nyolcaddöntő      | Negyeddöntő       | Elődöntő          | Bronz- mérkőzés   | Döntő             | Helyezés |
| Versenyző     | Versenyszám | Ellenfél Eredmény             | Ellenfél Eredmény | Ellenfél Eredmény | Ellenfél Eredmény | Ellenfél Eredmény | Ellenfél Eredmény | Ellenfél Eredmény | Helyezés |
| ------------- | ----------- | ----------------------------- | ----------------- | ----------------- | ----------------- | ----------------- | ----------------- | ----------------- | -------- |
| Tamira Paszek | Egyes       | Alizé Cornet (FRA) · 6–7, 4–6 | kiesett           | kiesett           | kiesett           | kiesett           | kiesett           | kiesett           | 33.      |

## Tollaslabda
| Versenyző           | Versenyszám | Csoportkör                                                                             | Csoportkör | Nyolcaddöntő      | Negyeddöntő       | Elődöntő          | Bronz- mérkőzés   | Döntő             | Helyezés |
| Versenyző           | Versenyszám | Ellenfél Eredmény                                                                      | Hely.      | Ellenfél Eredmény | Ellenfél Eredmény | Ellenfél Eredmény | Ellenfél Eredmény | Ellenfél Eredmény | Helyezés |
| ------------------- | ----------- | -------------------------------------------------------------------------------------- | ---------- | ----------------- | ----------------- | ----------------- | ----------------- | ----------------- | -------- |
| Michael Lahnsteiner | Férfi egyes | B csoport · Simon Santoso (INA) · 11–21, 7–21 · Raul Must (EST) · 14–21, 18–21         | 3.         | kiesett           | kiesett           | kiesett           | kiesett           | kiesett           | 33.      |
| Simone Prutsch      | Női egyes   | C csoport · Cheng Shao-chieh (TPE) · 11–21, 9–21 · Neslihan Yiğit (TUR) · 18–21, 10–21 | 3.         | kiesett           | kiesett           | kiesett           | kiesett           | kiesett           | 33.      |

## Torna
Férfi
| Versenyző         | Versenyszám      | Selejtező | Selejtező | Döntő    | Döntő    |
| Versenyző         | Versenyszám      | Pontszám  | Helyezés  | Pontszám | Helyezés |
| ----------------- | ---------------- | --------- | --------- | -------- | -------- |
| Fabian Leimlehner | Talaj            | 12,966    | 66.       | kiesett  | kiesett  |
| Fabian Leimlehner | Ugrás            | 14,966    |           | kiesett  | kiesett  |
| Fabian Leimlehner | Korlát           | 14,200    | 49.       | kiesett  | kiesett  |
| Fabian Leimlehner | Nyújtó           | 13,533    | 54.       | kiesett  | kiesett  |
| Fabian Leimlehner | Gyűrű            | 13,633    | 60.       | kiesett  | kiesett  |
| Fabian Leimlehner | Lólengés         | 12,100    | 65.       | kiesett  | kiesett  |
| Fabian Leimlehner | Egyéni összetett | 81,398    | 39.       | kiesett  | kiesett  |

Női
| Versenyző      | Versenyszám      | Selejtező | Selejtező | Döntő    | Döntő    |
| Versenyző      | Versenyszám      | Pontszám  | Helyezés  | Pontszám | Helyezés |
| -------------- | ---------------- | --------- | --------- | -------- | -------- |
| Barbara Gasser | Talaj            | 12,133    | 75.       | kiesett  | kiesett  |
| Barbara Gasser | Ugrás            | 13,700    |           | kiesett  | kiesett  |
| Barbara Gasser | Felemás korlát   | 12,800    | 59.       | kiesett  | kiesett  |
| Barbara Gasser | Gerenda          | 12,000    | 68.       | kiesett  | kiesett  |
| Barbara Gasser | Egyéni összetett | 50,633    | 46.       | kiesett  | kiesett  |

### Ritmikus gimnasztika
| Versenyző      | Versenyszám | Selejtező | Selejtező | Selejtező | Selejtező | Selejtező | Selejtező | Selejtező | Selejtező | Selejtező | Selejtező | Döntő   | Döntő   | Döntő   | Döntő   | Döntő    | Döntő    | Döntő   | Döntő   | Döntő    | Döntő    | Helyezés |
| Versenyző      | Versenyszám | Karika    | Karika    | Labda     | Labda     | Buzogány  | Buzogány  | Szalag    | Szalag    | Összesen  | Összesen  | Karika  | Karika  | Labda   | Labda   | Buzogány | Buzogány | Szalag  | Szalag  | Összesen | Összesen | Helyezés |
| Versenyző      | Versenyszám | Pont      | Hely.     | Pont      | Hely.     | Pont      | Hely.     | Pont      | Hely.     | Pont      | Hely.     | Pont    | Hely.   | Pont    | Hely.   | Pont     | Hely.    | Pont    | Hely.   | Pont     | Hely.    | Helyezés |
| -------------- | ----------- | --------- | --------- | --------- | --------- | --------- | --------- | --------- | --------- | --------- | --------- | ------- | ------- | ------- | ------- | -------- | -------- | ------- | ------- | -------- | -------- | -------- |
| Carolina Weber | Egyéni      | 25,925    | 18.       | 25,950    | 19.       | 26,725    | 16.       | 26,350    | 16.       | 104,950   | 18.       | kiesett | kiesett | kiesett | kiesett | kiesett  | kiesett  | kiesett | kiesett | kiesett  | kiesett  | 18.      |

## Triatlon
| Versenyző        | Versenyszám | 1,5 km úszás | Depózás 1 | 40 km kerékpározás | Depózás 2 | 10 km futás | Összesítés | Összesítés |
| Versenyző        | Versenyszám | Idő          | Idő       | Idő                | Idő       | Idő         | Idő        | Helyezés   |
| ---------------- | ----------- | ------------ | --------- | ------------------ | --------- | ----------- | ---------- | ---------- |
| Andreas Giglmayr | Férfi       | 18:57        | 0:43      | 58:45              | 0:28      | 32:21       | 1:51:14    | 40.        |
| Lisa Perterer    | Női         | 20:17        | 0:45      | 1:10:12            | 0:35      | 37:23       | 2:09:12    | 48.        |

## Úszás
Férfi
| Versenyző                                                     | Versenyszám          | Előfutam | Előfutam | Előfutam | Elődöntő | Elődöntő | Elődöntő | Döntő   | Döntő    |
| Versenyző                                                     | Versenyszám          | Idő      | Hely.    | Össz.    | Idő      | Hely.    | Össz.    | Idő     | Helyezés |
| ------------------------------------------------------------- | -------------------- | -------- | -------- | -------- | -------- | -------- | -------- | ------- | -------- |
| David Brandl                                                  | 200 m gyors          | 1:49,00  | 5.       | 27.*     | kiesett  | kiesett  | kiesett  | kiesett | kiesett  |
| David Brandl Christian Scherübl Markus Rogan Florian Janistyn | 4 × 200 m gyorsváltó | 7:14,44  | 6.       | 12.      |          |          |          | kiesett | kiesett  |
| Sebastian Stoss                                               | 200 m hát            | 2:02,91  | 2.       | 34.      | kiesett  | kiesett  | kiesett  | kiesett | kiesett  |
| Máté Hunor István                                             | 200 m mell           | 2:15,98  | 5.       | 29.      | kiesett  | kiesett  | kiesett  | kiesett | kiesett  |
| Dinko Jukic                                                   | 100 m pillangó       | 52,22    | 2.       | 13.*     | 51,99    | 6.       | 9.       | kiesett | kiesett  |
| Dinko Jukic                                                   | 200 m pillangó       | 1:54,79  | 1.       | 1.       | 1:54,95  | 2.       | 6.       | 1:54,35 | 4.       |
| Markus Rogan                                                  | 200 m vegyes         | 1:58,66  | 3.       | 8.       | kizárták | kizárták | kizárták | kiesett | kiesett  |

Női
| Versenyző          | Versenyszám    | Előfutam | Előfutam | Előfutam | Elődöntő | Elődöntő | Elődöntő | Döntő   | Döntő    |
| Versenyző          | Versenyszám    | Idő      | Hely.    | Össz.    | Idő      | Hely.    | Össz.    | Idő     | Helyezés |
| ------------------ | -------------- | -------- | -------- | -------- | -------- | -------- | -------- | ------- | -------- |
| Jördis Steinegger  | 200 m gyors    | 2:02,39  | 6.       | 29.      | kiesett  | kiesett  | kiesett  | kiesett | kiesett  |
| Nina Dittrich      | 800 m gyors    | 8:45,41  | 5.       | 28.      |          |          |          | kiesett | kiesett  |
| Birgit Koschischek | 100 m pillangó | 1:00,54  | 8.       | 37.      | kiesett  | kiesett  | kiesett  | kiesett | kiesett  |
| Lisa Zaiser        | 200 m vegyes   | 2:14,56  | 2.       | 19.      | kiesett  | kiesett  | kiesett  | kiesett | kiesett  |
| Jördis Steinegger  | 400 m vegyes   | 4:45,80  | 8.       | 23.      |          |          |          | kiesett | kiesett  |

* - egy másik versenyzővel azonos eredményt ért el

## Vitorlázás
Férfi
| Versenyző                            | Versenyszám        | Futam | Futam | Futam | Futam | Futam | Futam | Futam | Futam | Futam | Futam | Futam | Futam | Futam | Futam | Futam | Futam   | Pontszám | Helyezés |
| Versenyző                            | Versenyszám        | 1     | 2     | 3     | 4     | 5     | 6     | 7     | 8     | 9     | 10    | 11    | 12    | 13    | 14    | 15    | É       | Pontszám | Helyezés |
| ------------------------------------ | ------------------ | ----- | ----- | ----- | ----- | ----- | ----- | ----- | ----- | ----- | ----- | ----- | ----- | ----- | ----- | ----- | ------- | -------- | -------- |
| Andreas Geritzer                     | Laser              | 6     | 20    | 22    | 16    | 6     | (28)  | 23    | 22    | 32    | 16    |       |       |       |       |       | kiesett | 158      | 20.      |
| Florian Reichstädter Matthias Schmid | 470-es osztály     | 1     | 4     | 7     | 19    | 4     | 16    | (24)  | 10    | 14    | 14    |       |       |       |       |       | 18      | 107      | 9.       |
| Florian Raudaschl                    | Finn dingi         | 6     | 19    | 23    | 24    | (25)  | 15    | 21    | 24    | 24    | 23    |       |       |       |       |       | kiesett | 179      | 23.      |
| Nico Delle Karth Nikolaus Resch      | Könnyű 49-es dingi | 10    | 15    | 6     | 5     | 5     | 16    | 4     | (19)  | 4     | 9     | 6     | 17    | 11    | 4     | 4     | 2       | 118      | 4.       |

Női
| Versenyző               | Versenyszám    | Futam | Futam | Futam | Futam | Futam | Futam | Futam | Futam | Futam | Futam | Futam   | Pontszám | Helyezés |
| Versenyző               | Versenyszám    | 1     | 2     | 3     | 4     | 5     | 6     | 7     | 8     | 9     | 10    | É       | Pontszám | Helyezés |
| ----------------------- | -------------- | ----- | ----- | ----- | ----- | ----- | ----- | ----- | ----- | ----- | ----- | ------- | -------- | -------- |
| Eva Schimak Lara Vadlau | 470-es osztály | (20)  | 15    | 15    | 16    | 18    | 13    | 20    | 18    | 10    | 19    | kiesett | 143      | 20.      |

## Vívás
Férfi
| Versenyző        | Versenyszám | Selejtező         | 32-es főtábla         | Nyolcaddöntő      | Negyeddöntő       | Elődöntő          | Bronz- mérkőzés   | Döntő             | Helyezés |
| Versenyző        | Versenyszám | Ellenfél Eredmény | Ellenfél Eredmény     | Ellenfél Eredmény | Ellenfél Eredmény | Ellenfél Eredmény | Ellenfél Eredmény | Ellenfél Eredmény | Helyezés |
| ---------------- | ----------- | ----------------- | --------------------- | ----------------- | ----------------- | ----------------- | ----------------- | ----------------- | -------- |
| Roland Schlosser | Tőr, egyéni | erőnyerő          | Lej Seng (CHN) · 9–15 | kiesett           | kiesett           | kiesett           | kiesett           | kiesett           | 26.      |